# Paixão de Cristo de Nova Jerusalém
Paixão de Cristo de Nova Jerusalém é uma peça teatral brasileira criada por Epaminondas Mendonça no ano de 1951, com base na Paixão, que é celebrada todos os anos durante a Semana Santa em Brejo da Madre de Deus, no estado brasileiro de Pernambuco. A peça é encenada tradicionalmente ao ar livre reproduzindo os últimos passos de Jesus na Terra, e já reuniu mais de 4 milhões de pessoas. A cidade-teatro de Nova Jerusalém foi idealizada por Plínio Pacheco em 1956, e inaugurada no ano de 1968.
Francisco Cuoco, Susana Vieira, Mauro Mendonça, Murilo Rosa, Thiago Lacerda, Eriberto Leão, Patrícia Pilar, Giovana Antonelli, Cristiana Oliveira, Oscar Magrini, Carol Castro, Carmo Dalla Vecchia, Herson Capri, Miguel Falabella, Letícia Spiller, Grazi Massafera e outros grandes atores já atuaram em Nova Jerusalém. A partir de 1995, a peça passou a contar sempre com presença de atores e atrizes da Rede Globo, que patrocina o evento. O teatro, o maior do mundo, possui uma área de 100.000 m² (cem mil metros quadrados).
A Rede Globo é a principal emissora que transmite o espetáculo, em parceria com a TV Globo Nordeste desde 1995. Anteriormente (até 2006), a emissora transmitia a peça ao vivo, quando os links começaram a ser gravados para serem transmitidos no sábado onde até hoje mantém a "tradição" na emissora, sendo exibido nas manhãs e posteriormente, nas tardes. Desde 2024 a peça passou a ser exibida na tarde da sexta-feira santa, no lugar da Sessão da Tarde. A atração é exibida localmente nas regiões norte e nordeste.

## História
O espetáculo da Paixão de Cristo de Nova Jerusalém teve sua origem nas encenações do Drama do Calvário, realizadas nas ruas da vila de Fazenda Nova, Pernambuco, no período de 1951 a 1962, graças à iniciativa do patriarca da família Mendonça, o comerciante e líder político local Epaminondas Mendonça. 
Depois de ter lido em uma revista de variedades como os habitantes da cidade de Oberammergau, na Baviera alemã, encenavam a Paixão de Cristo, Mendonça teve a ideia de realizar um evento semelhante durante a Semana Santa a fim de atrair turistas e, assim, movimentar o comércio do lugar. Os primeiros espetáculos da pequena vila contavam com a participação apenas de familiares e amigos dos Mendonça. Com o passar dos anos, as encenações começaram a atrair atores e técnicos de teatro do Recife e a Paixão começou a ganhar fama e notoriedade em todo o estado. Fazenda Nova, vila do município de Brejo da Madre de Deus, onde aconteceram essas primeiras encenações, fica bem próxima ao local onde hoje se situa a cidade teatro de Nova Jerusalém.
A ideia de construir um teatro que fosse como que uma pequena réplica da cidade de Jerusalém para que nela ocorressem as encenações da Paixão foi de Plínio Pacheco que chegou a Fazenda Nova em 1956. Mas o plano só veio a se concretizar em 1968, quando foi realizado o primeiro espetáculo na cidade teatro de Nova Jerusalém. Desde então, até 2019, foram 53 anos de apresentações ininterruptas dentro das muralhas, atraindo espectadores de todo o Brasil e do mundo.
O maior teatro ao ar livre do mundo é uma cidade teatro com 100 mil metros quadrados, o que equivale a um terço da área murada da Jerusalém original, onde Jesus viveu seus últimos dias. É cercada por uma muralha de pedras de quatro metros de altura e com 70 torres de sete metros cada uma. No seu interior, nove palcos-platéias reproduzem cenários naturais, arruados e palácios além do Templo de Jerusalém, constituindo obras monumentais, concebidas por vários arquitetos e cenógrafos nordestinos e pelo gênio do seu fundador Plínio Pacheco.
Em 2020 haviam sido reprogramadas para acontecer no período entre 2 e 7 de setembro, em razão das medidas adotadas para reduzir os riscos de contágio pela COVID-19. Em 10 de julho os organizadores confirmaram o adiamento para 2021. Em comunicado enviado à imprensa, a Sociedade Teatral de Fazenda Nova disse não ser prudente a realização do espetáculo naquele ano, "diante da conjuntura socioeconômica gerada pelos cenários de enfrentamento da pandemia e tendo em vista as incertezas, tanto sobre a duração do processo de evolução da Covid-19, como sobre os seus efeitos sobre a saúde e sobre a economia". Em janeiro de 2021 foi anunciado que a Paixão de Cristo seria adiada novamente para 2022 devido a pandemia de COVID-19.
No primeiro evento pós-pandemia, o evento de 2022 contou com Gabriel Braga Nunes atuando como Jesus. A encenação contou com mais de 450 atores, além dos figurantes majoritariamente pernambucanos, e a equipe técnica.

## Galeria

Imagens da encenação da Paixão de Cristo de Nova Jerusalém realizada todos os anos, durante a Semana Santa
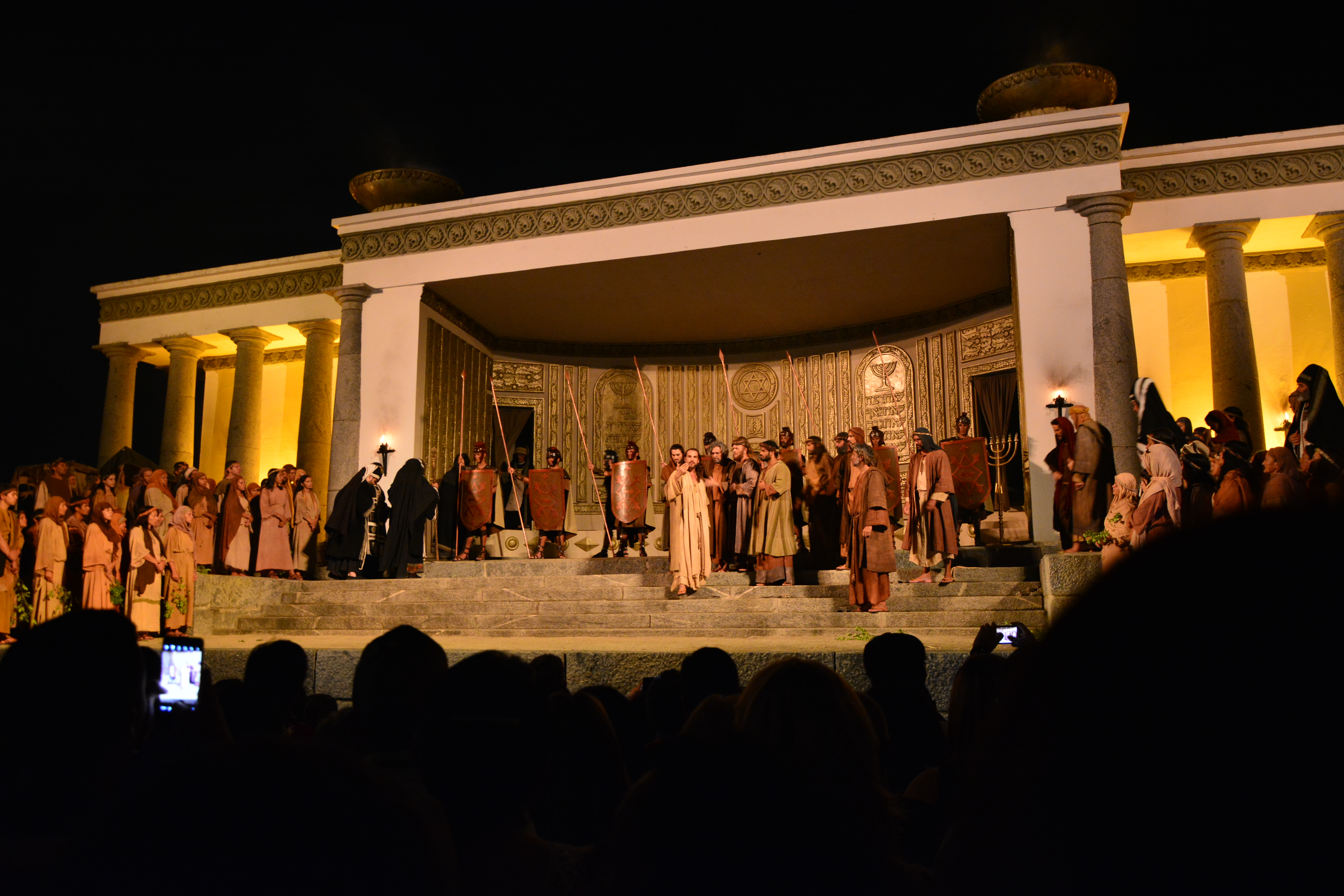
Templo
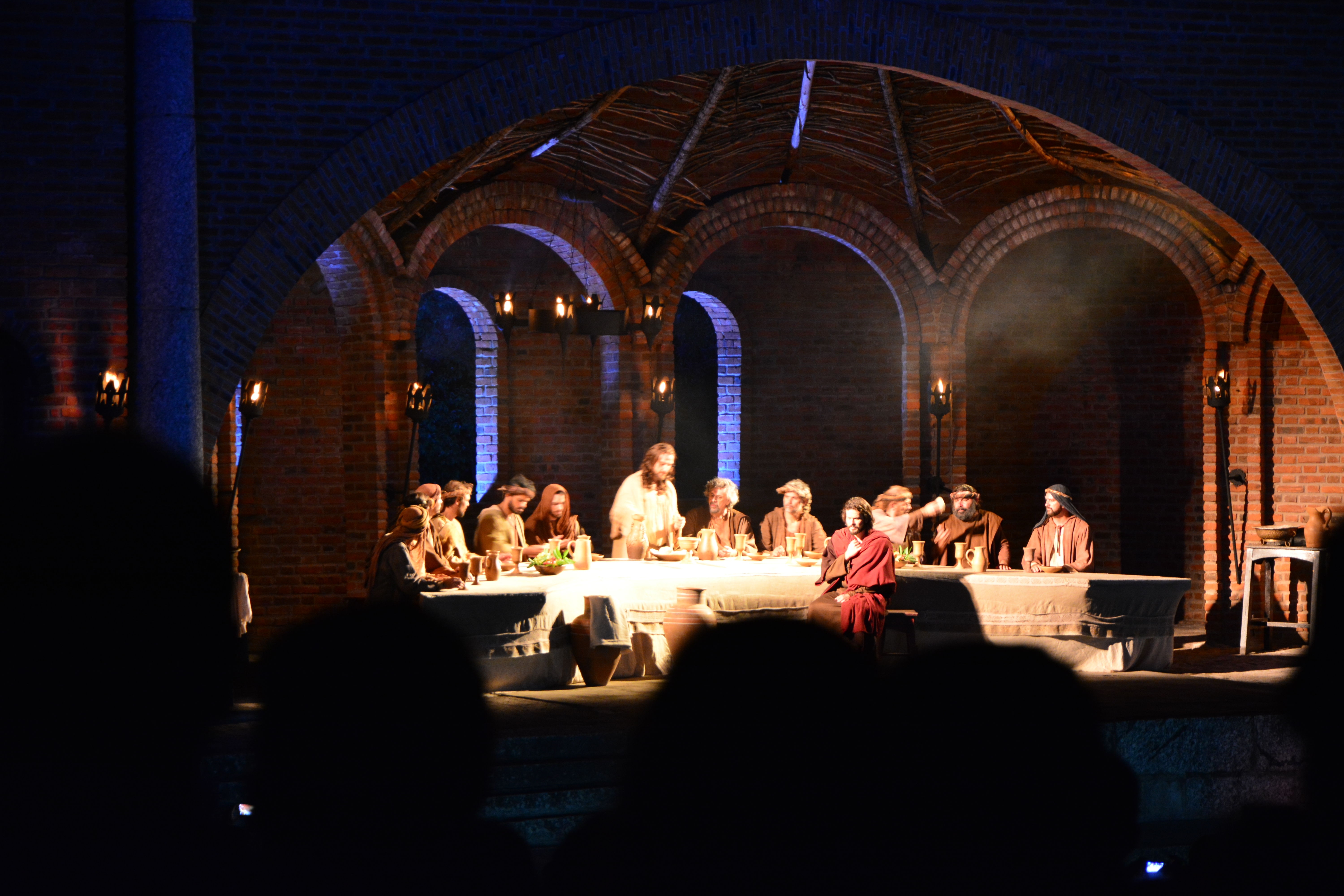
Cenáculo
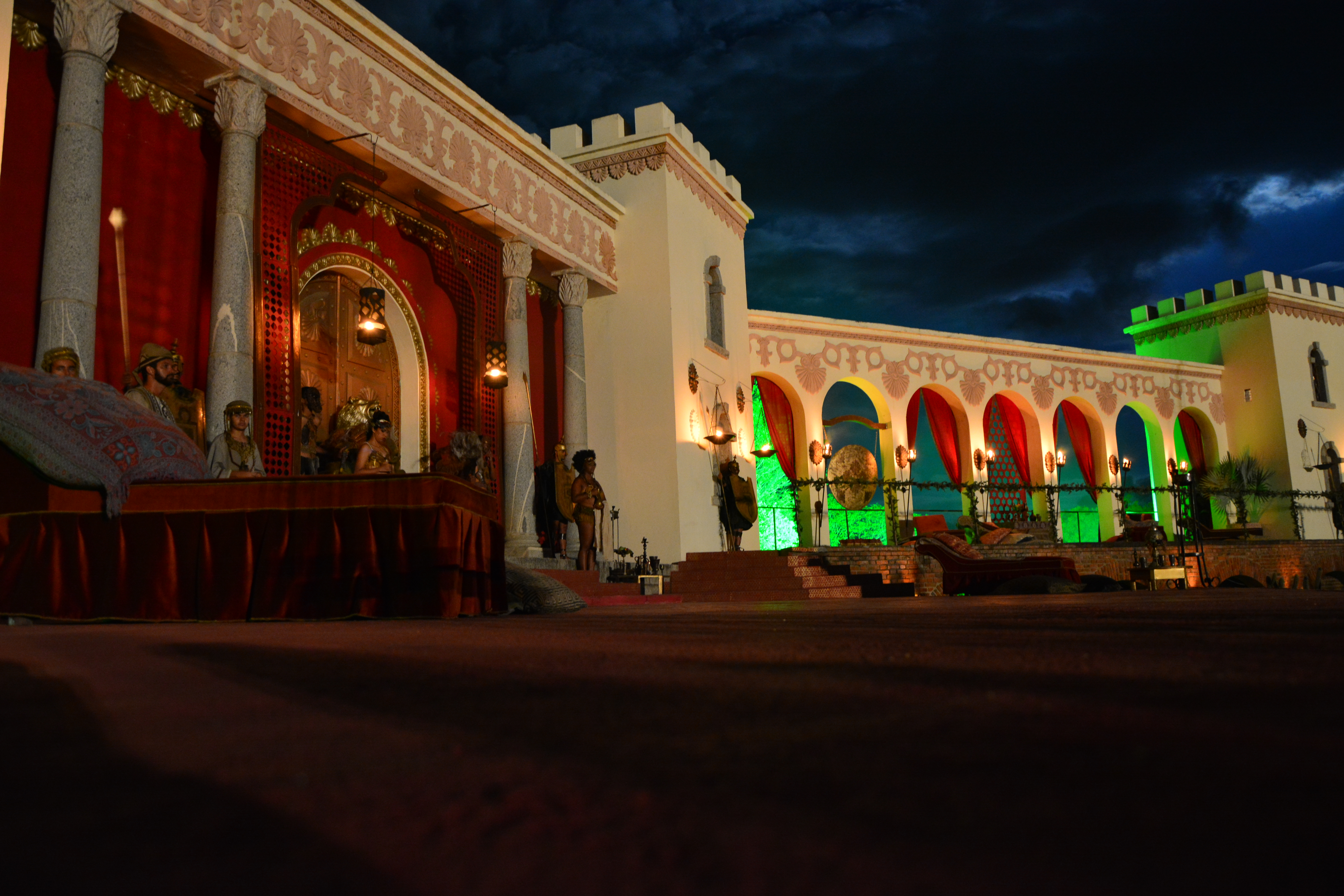
Palácio de Herodes
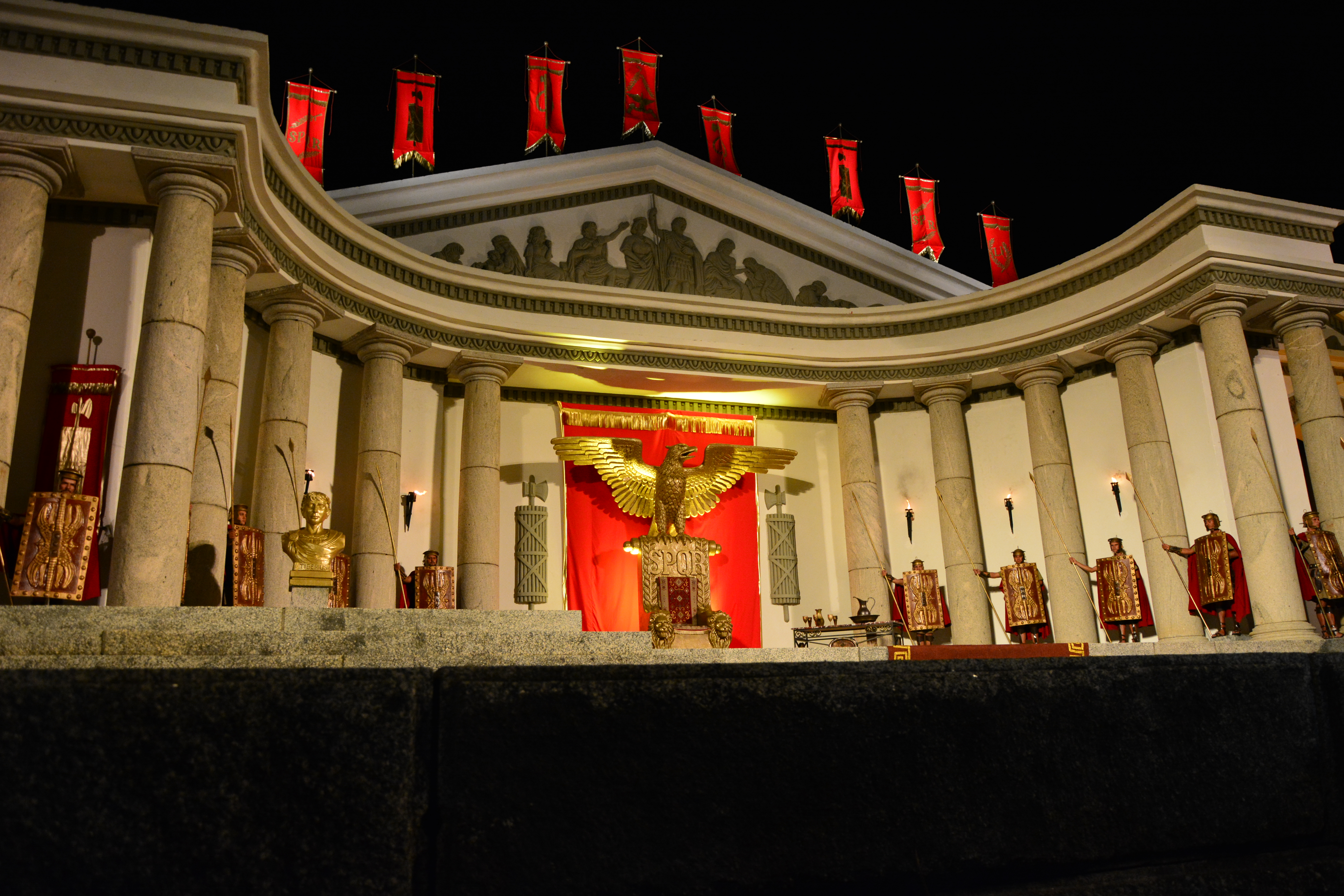
Fórum de Pilatos
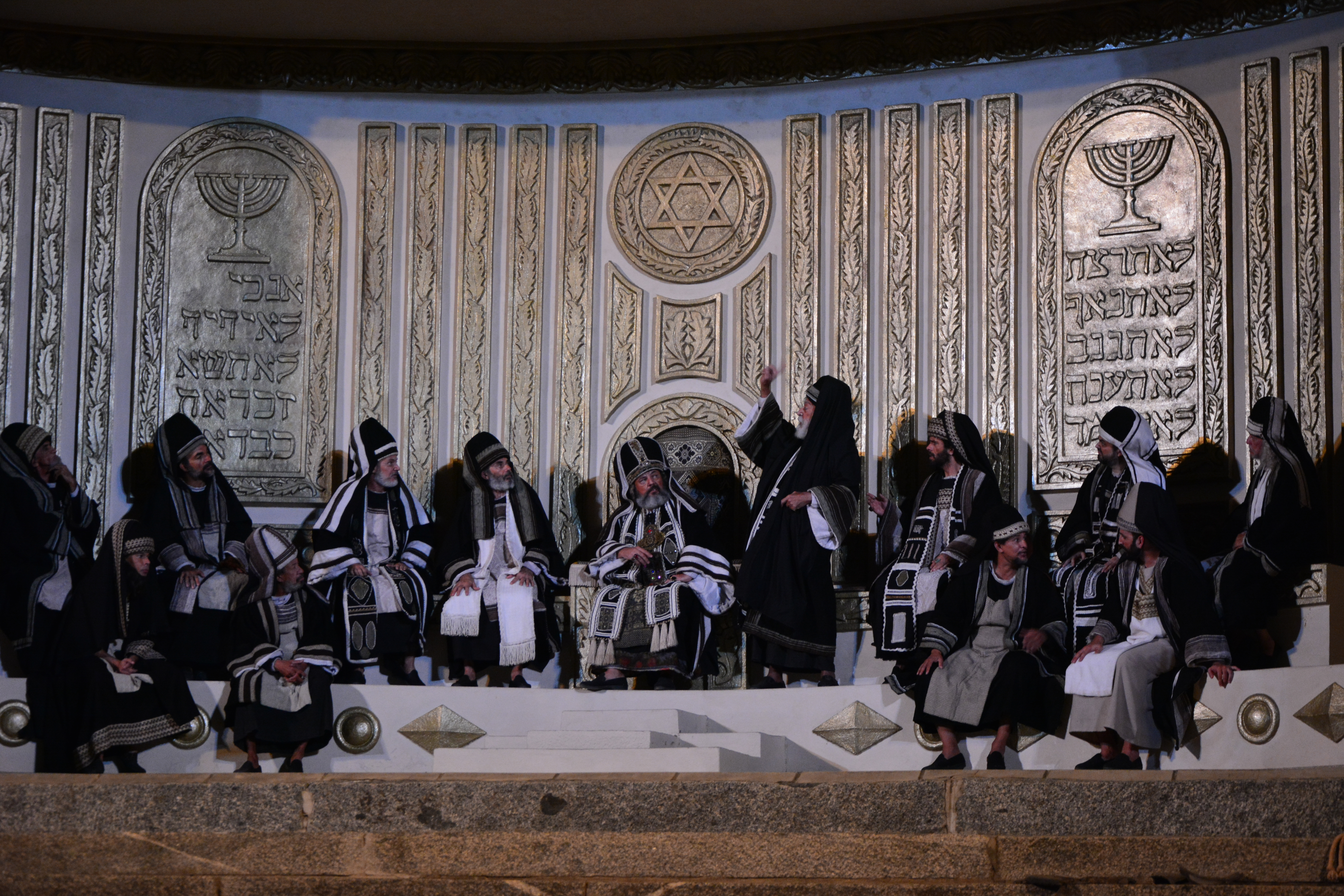
Sinédrio
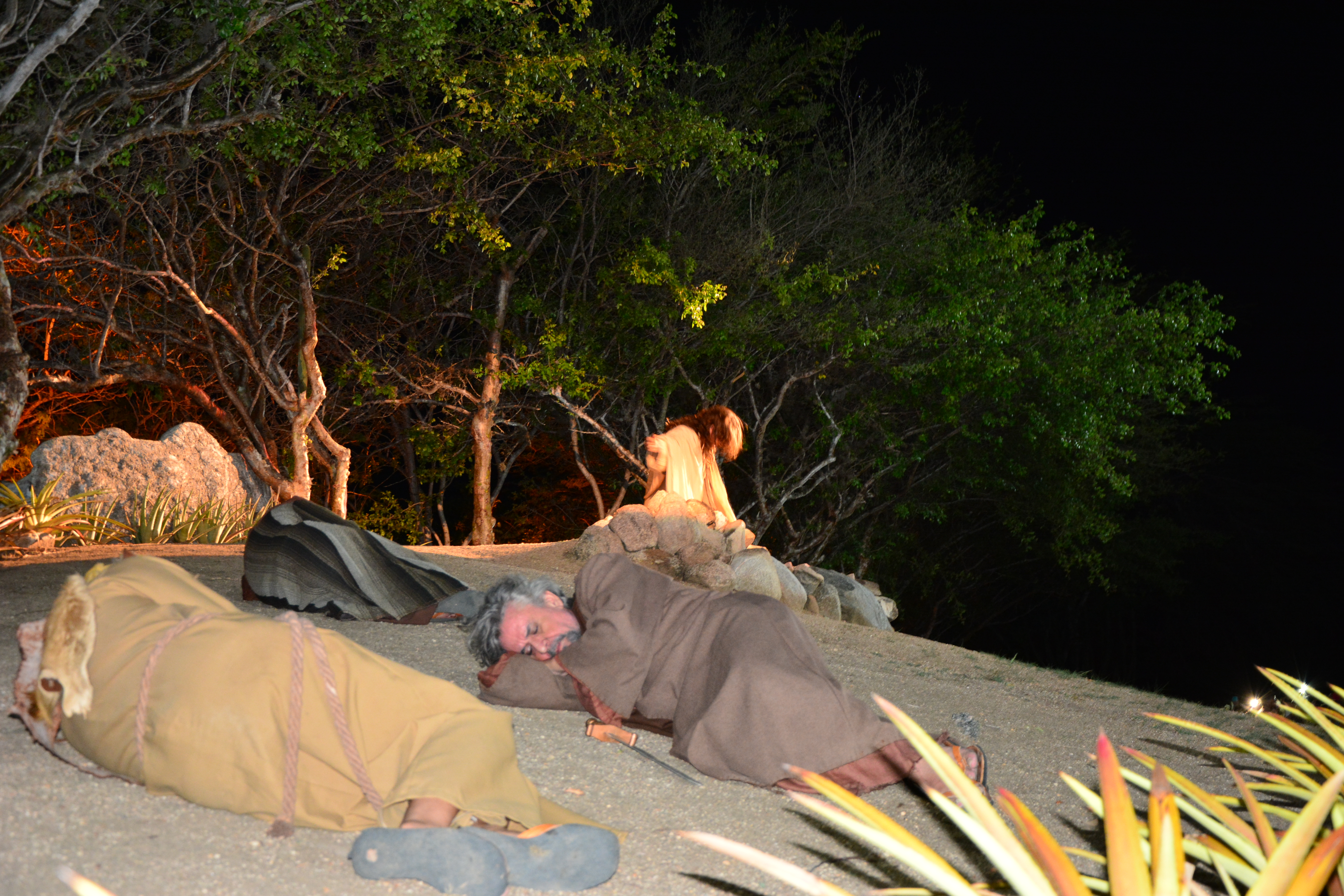
Monte das Oliveiras
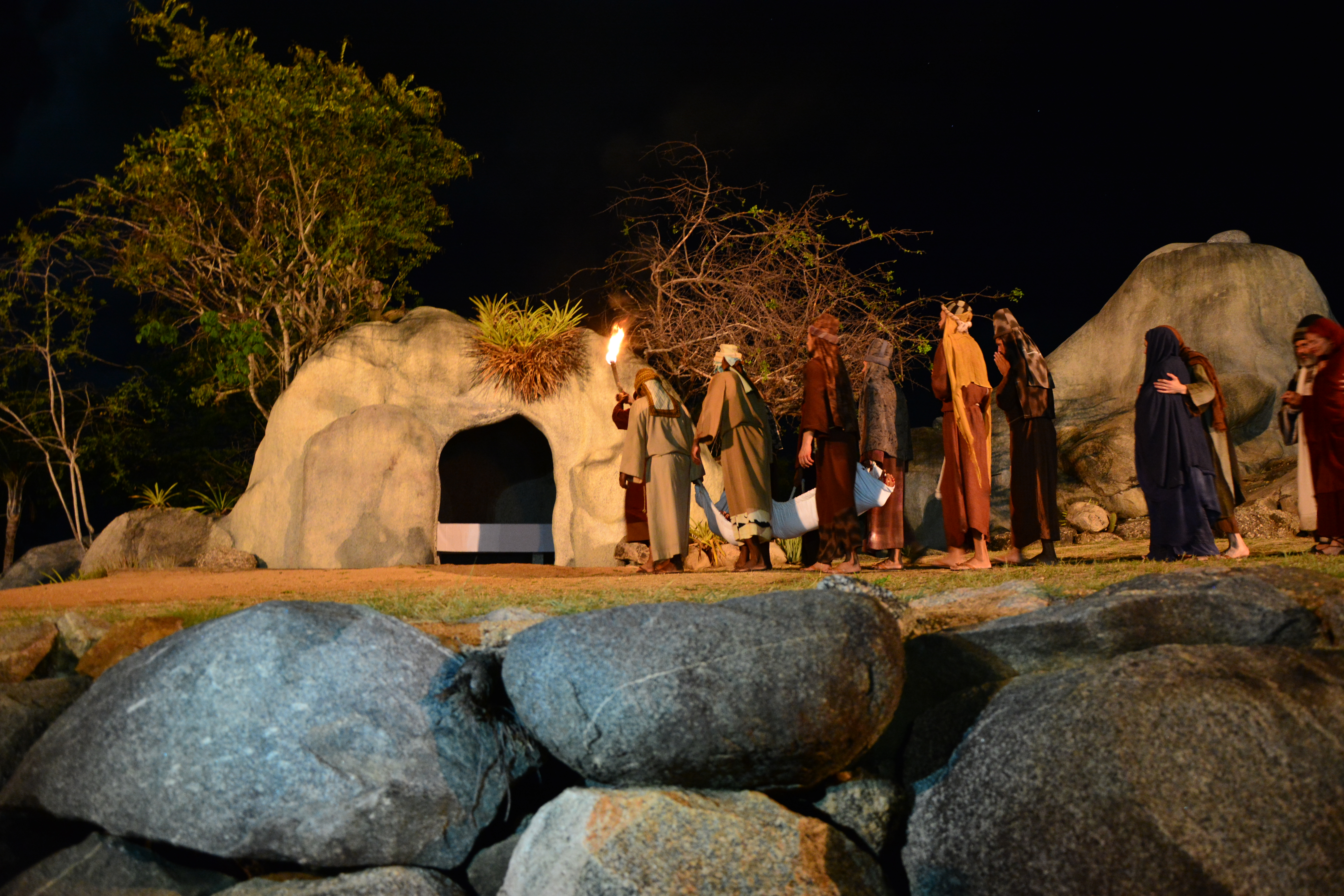
Túmulo de Jesus
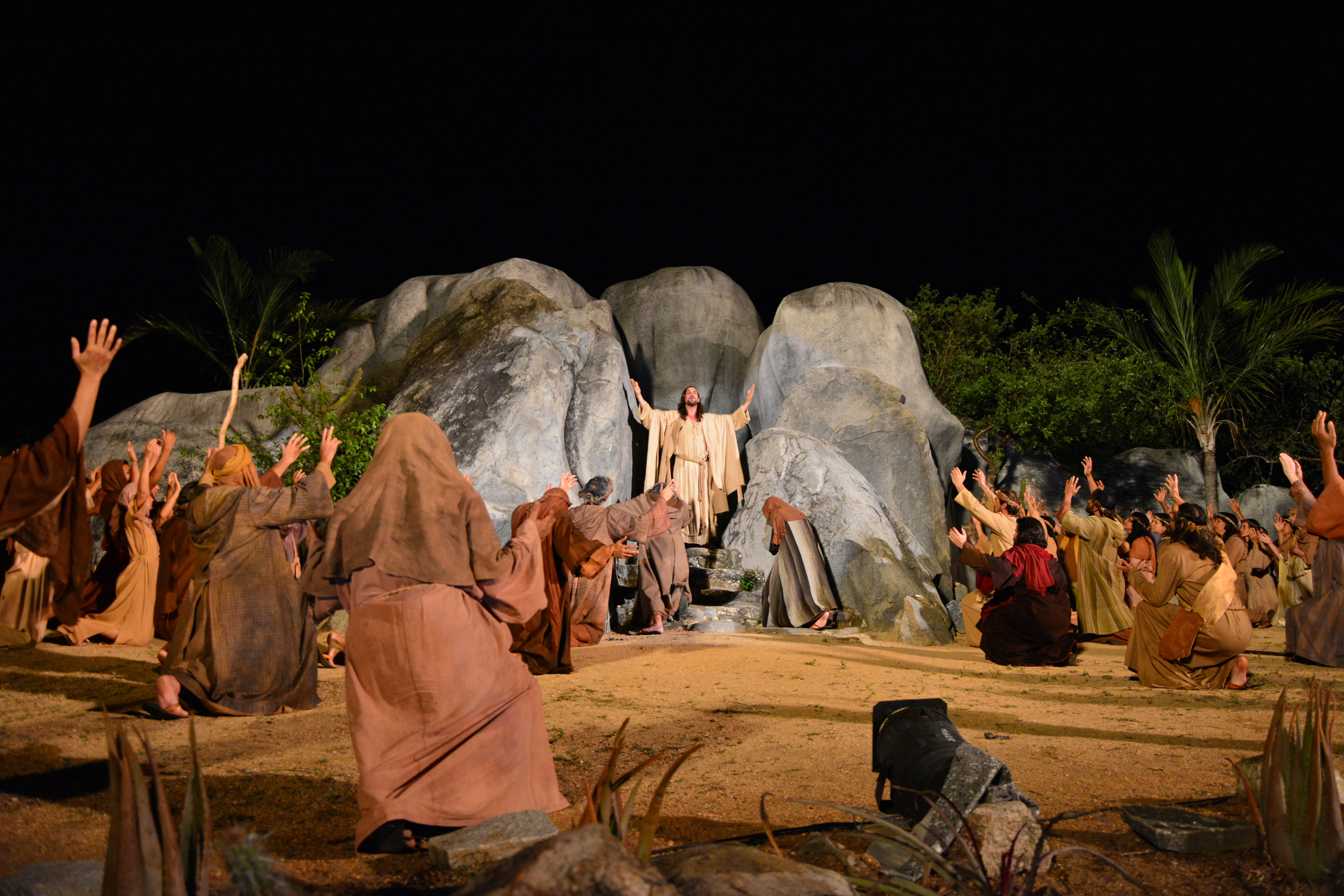
Local do sermão de Cristo
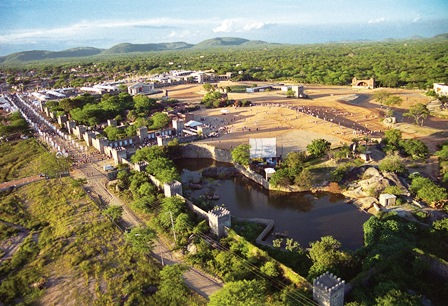
Muralhas externas